# 与田りん
与田 りん（よだ りん、2003年〈平成15年〉11月8日 - ）は、日本のAV女優。エイトマン所属。

## 略歴
2024年8月22日に『新人 動物大好きオトコはもっと好き 人気FカップトリマーAVデビュー 与田りん』でFALENO専属女優としてAVデビュー。
2025年1月5日放送のNHKの大河ドラマ『べらぼう〜蔦重栄華乃夢噺〜』第1話で遊女の死体役として、同じ事務所の吉高寧々と藤かんなとともに出演した。

## 人物
- デビュー時はトリマーをやっていた[3]。
- 趣味は香水収集と猫とじゃれ合うこと、特技は料理と犬のしつけ[4]。
- AV女優になったきっかけは好きな女優やアダルト系ユーチューバーがいたのが理由である[5]。アイドル然とした可愛い女優を好み、抜いていた[6]。
- 中学校では吹奏楽部でトランペットをやっていた[5]。このおかげで吸引力がつき、フェラチオが得意となった[6]。
- 性の目覚めは小学1年の時で小学3年で性の知識は程度ついた[5]。奥を突かれると気持ちいいタイプのため、長さと硬さはマストでほしいと述べている。
- 初体験は16歳の時で相手は当時付き合っていた2つ上の先輩で、場所は彼の家だった[5]。その後の経験人数は5，6人だった[5]。
- 性感帯は耳や首[5]。
- 前述の大河ドラマ出演で身バレがあったことを明かした上で「大河に出演したことでまた身バレしたけど　私の周りの人たちってこの仕事をしてることを知っても離れていかないから、本当に周りに恵まれてるなあって」と自身のXで語っていた[7]。目標は「与田りんって誰?」と聞かれたら、パッと思いつく存在になること[6]。

## 作品
◎はBD版発売作品。

### アダルトDVD / BD
- 新人 動物大好きオトコはもっと好き 人気FカップトリマーAVデビュー 与田りん（8月22日、FALENO）※先行配信版は7月27日リリース。
- いっぱいイッちゃう! 初めての膣イキ性感開発3本番! 与田りん（9月12日、FALENO）※先行配信版は8月9日リリース。
- 3度頼まれると100%断れないH90cmぷりっ尻メイド 与田りん（10月10日、FALENO）※先行配信版は9月5日リリース。
- 潮 × コス × 潮 びっしゃびしゃ連射性交 与田りん（12月12日、FALENO）※先行配信版は11月7日リリース。

- あどけない顔面を真っ白に汚すすっごい連続顔射 与田りん（2月6日、FALENO）[6] ※先行配信版は1月10日リリース。
- 突然のゲリラ豪雨で… 透けパイをこってり弄られてしまう全身びしょ濡れ女●●生 与田りん（3月6日、FALENO）※先行配信版は2月7日リリース。
- チョー映えるムッチリ巨乳ボディをぴったり着衣でハメ倒す潮吹き4本番　与田りん（4月10日、FALENO）※先行配信版は3月6日リリース。
- 2人きりのプライベート丸出しハメ撮り映像! 台本一切無しの朝までホテル籠り4SEX 与田りん（6月26日、FALENO）※先行配信版は5月16日リリース[8]。
- ミニスカズリ上がるほどのデカ尻で無自覚誘惑してしまうドジっこOLのむっちむちオフィスアクメ　与田りん（7月10日、FALENO）※先行配信版は6月12日リリース。
- こんな過激ランジェリーで仕事の合間にSNS動画をアップしたら… 続けざまに男が押し寄せマ●コが休まる暇のない裏垢コンビニバイト 与田りん（8月7日、FALENO）※先行配信版は7月11日リリース。
- 飲んでムラムラ…親友の目の前で親友のカレチ●ポを誘惑するWデートキャンプNTR 与田りん（9月11日、FALENO）※先行配信版は8月13日リリース。

### デジタル写真集
- 吉高寧々 × 藤かんな × 与田りん べらぼうヌード 週刊ポストデジタル写真集（2月14日、小学館、撮影：TADAO）[9]

## 出演

### テレビ
- 大河ドラマ べらぼう～蔦重栄華乃夢噺～（2025年1月5日、NHK総合）- 遊女役